# Тарасий
Тара́сий (греч. Ταράσιος) — дословно переводится как «уроженец города Тарас» (Тарас в Великой Греции (сейчас итальянский город Таранто). Город же получил своё имя в честь Тараса, сына бога Посейдона и нимфы Сатирион). С распространением христианства имя Тарасий применяется при крещении. Имя было распространено в Восточной Европе с VIII века н. э., в настоящее время встречается редко.

## Известные носители
- Тарасий (ум. 1304) — епископ Русской православной церкви; глава Ростовской епархии.
- Тарасий Вербицкий (ум. 1790) — архимандрит Кирилловского и Киево-Братского монастырей РПЦ, ректор Киевской духовной академии.
- Тарасий Глушицкий (ум. 1440) — игумен Пермской обители и преподобный Русской православной церкви.
- Тарасий (Патриарх Константинопольский) (ок. 730 — 25 февраля 806)
- Тарасий (Ливанов) (1877—1933) — епископ Русской православной церкви, епископ Барнаульский
- Тарасий Ликаонийский
- Тарасий Соловецкий
- Тарасий Керженский (Архимандрит Тарасий (1787—1876) основатель и настоятель Керженского Благовещенского единоверческого скита, одного из первых единоверческих монастырей. Также был первым настоятелем и устроителем Московского Никольского единоверческого монастыря.
- Тарасий (деятель старообрядчества) (1787 — 10 августа 1876)
- Тарасий (Антонопулос) (род. 1956) — епископ Константинопольской православной церкви, митрополит Буэнос-Айресский.
- Тарасий (Канделаки) (1871—1951), епископ Грузинской православной церкви, епископ Цилканский